# The Firebug
A The Firebug Carl Barks író és rajzoló 1946-ban megjelent képregénye Donald kacsa főszereplésével. A történetet a Dell Comics Four Color című sorozatának 108. számában adták ki először, melyben Donald, miután beveri a fejét, mániákus gyújtogatóvá válik.

## A történet megszületése
Carl Barks 1945-ben írta és rajzolta meg a The Firebugot, melyet egy öt évvel korábban készült Disney-rövidfilm, a Fire Chief ihletett. Az animációs filmben, melynek elkészítésében Barks is részt vett, Donald egy túlbuzgó tűzoltó szerepében jelenik meg, aki igyekezetében leégeti a tűzoltóságot és tűzoltókocsiját. A The Firebug képi világa az 1940-es évek film noirjait idézi. Az egyes oldalakon az általánosnak számító nyolc paneles elrendezés helyett Barks átlagosan tízet alkalmazott, mely a bezártság szorongó érzetét kelti. A nyomasztó hangulatot az erős árnyékolások is tovább erősítik. Barks később a panelek szokatlan sűrűségét a háború miatti papírhiánnyal magyarázta.
A második világháború végétől kezdődően Barks alkotásai jelentős változásokon mentek keresztül. Korábban jellemzően egyszerű szerkezetű kalandtörténetei jóval összetettebbekké és néha sötétebbekké váltak. Az úgynevezett „megmentési”-történetelem, mely során a család egy eltűnt tagját a többieknek kell megmenekítenie, veszített domináns jellegéből. Ennek a változásnak az egyik képviselője a The Firebug, valamint Barks egy később megalkotott, de a The Firebuggal egy füzetben megjelent The Terror of the River. Donald Ault véleménye szerint mindkét történet „apokaliptikus témát” dolgoz fel, melyekben egy „háborodott amerikai” pusztulást hoz saját hazájára.

## A cselekmény
|  | Alább a cselekmény részletei következnek! |

Donald egy hideg estén éppen indul, hogy begyújtson a kandallóban, mikor elbotlik unokaöccsei egyik játékában, leesik a lépcsőn és beveri a fejét. A tűzgyújtás addig terhes feladata hirtelen Donald szenvedélyévé válik, másnap reggel Tiki, Niki és Viki pedig már kénytelen lekötözni bácsikájukat, hogy az le ne égesse a házat. A fiúk elszaladnak az orvoshoz, aki elbeszélésük alapján úgy véli Donald a pirománia tüneteit mutatja.
Mire Tiki, Niki és Viki visszatérnek a házukba, bácsikájuk már megszökött. A nap folyamán többször is rátalálnak a szökésben lévő Donaldra, miközben a városban egyre több épület borul lángokba, és már a rendőrség is üldözi őket. Estére a fiúknak sikerül bácsikájukat biztonságos helyre menekíteniük a rendőrség elől. Donald váltig állítja, hogy neki semmi köze a nagy tüzekhez. Tikinek, Nikinek és Vikinek feltűnik, hogy minden alkalommal ugyanaz a rendőr talált rájuk, de akinek látszólagos figyelmetlensége és hanyagsága miatt mindannyiszor sikerült megszökniük. Arra kezdenek gyanakodni, hogy Donald csakugyan ártatlan, és a közveszélyes gyújtogató valójában a rendőr.
Tiki, Niki és Viki az addigi tűzesetek alapján kikövetkeztetik, hogy mi lehet a gyújtogató következő célpontja. A helyszínen kiderül, hogy a gyújtogató  álrendőr, aki ikertestvérétől lopta az egyenruhát. Donald rátalál a konkurens piromániásra, és sikerül harcképtelenné tennie őt éppen akkor, amikor az lecsapni készül. A bírósági tárgyaláson kiderül, hogy a gyújtogató azóta piromániás, mióta egyszer a fejére esett. Amikor a bíró már éppen köszönetet nyilvánítana Donaldnak, hogy közreműködésének hála megmenekült a város, az felgyújt egy papírkosarat és gyönyörködni kezd a lángokban. A következő pillanatban az ágyában fekvő Donaldot egyik unokaöccse felébreszti, ezzel kiderül, hogy az egész csak álom volt.
|  | Itt a vége a cselekmény részletezésének! |

## A történet motívumai
Carl Barks pacifista volt, aki ellenezte az Egyesült Államok belépését a második világháborúba. Tom Andrae megítélése szerint a The Firebugban az író és rajzoló a háborúval kapcsolatos aggodalmai fogalmazódnak meg. Donald mint  „hétköznapi polgár” jelenik meg a történetben. Valamilyen külső behatás következtében felszabadulnak rejtett, pusztító piromán hajlamai, melyek megszokott körülmények között egyáltalán nem voltak jellemzőek rá. Az emberekben a háború során hasonló folyamatok játszódtak le, elszabadítva  lappangó indulataikat és az agressziót.
A történet során fény derül arra, hogy bár Donald megszállottja lett a tűznek, a város épületeit valójában nem ő borította lángokba. A valódi gyújtogató Donald „találmányait”, a különböző alakú tüzeket (Donald kerek, kocka és lyukas tüzeket talált fel) utánozva terelte rá a gyanút.
Donald Ault véleménye szerint párhuzam fedezhető fel Donald és a valódi gyújtogató, valamint az elméleti fizikusok, és tudományos eredményeiket az atombomba kifejlesztéséhez felhasználó tudósok között. A elméleti fizikusokhoz hasonlóan Donaldot is elvakítja saját „munkájába” vetett megszállottsága, és nem méri fel, hogy annak milyen negatív hatásai lehetnek. Ez a párhuzam elsőre logikusnak tűnhet, de a történet megszületése és a háború eseményei közötti időbeli eltérés miatt nem állja meg a helyét. Barkstól a The Firebug anyagát a kiadó majdnem egy hónappal azelőtt vette át, hogy az Egyesült Államok atombombát dobott Hirosimára. Andrae véleménye szerint a történetben inkább azok a morális és etikai dilemmák jelennek meg, melyeket a világháború során megváltozott katonai technikák és stratégiák vetettek fel, pontosabban a civil lakosságra, a nagyvárosokra mért gyújtóbomba támadások. A The Firebug piromániás gyújtogatója a törvényességet és rendet szimbolizáló rendőri egyenruhában jelenik meg, tulajdonképpen az államot jelképezi. Tevékenysége azonban éppen ezzel ellentétesen, félelmet kelt és rettegésben tartja a várost. A gyújtogató célpontjai, a kikötő, a finomító és a széntároló, akár katonai célpontok is lehetnének.
Barks a történet végén a liberális gyógyászati etika felett is szatirikus kritikát gyakorol, mely inkább kezeltetné a bűnöst, mintsem megbüntetné tetteiért. Mikor a bíró éppen kimondaná ítéletét a gyújtogatóra, egy orvos közbevág, és azt állítja, hogy jutányos áron, egy egyszerű műtéttel képes kigyógyítani őt piromán hajlamából. Andrae véleménye szerint a „csodaszer” olcsósága, és a közönség egykedvű reakciója egyértelműen elárulja, hogy az orvos egy sarlatán, gyógymódja pedig csalás. Mikor a bíró Donaldot készülne megdicsérni, amiért kézre kerítette a gyújtogatót, az felgyújt egy papírkosarat. Barks ezzel arra hívja fel a figyelmet, hogy a személyiség sötét oldala nem csak a törvényszegőkben, hanem a hétköznapi emberekben is ugyanúgy jelen van.

## Megjelenése és cenzúrázása
A Western Publishing, a Dell Publishing partnercége 1945. július 19-én vette át a tizenhárom oldalas The Firebug történetét, melyen megjelenése előtt szerkesztői utasításra változtatásokat hajtottak végre. Az utolsó oldal két utolsó paneljét, melyeken Barks eredeti története szerint Donald börtönbe került volna a bíróságon való gyújtogatásért, a kiadó belső munkatársaival átrajzoltatta, Barks nyilatkozata szerint valószínűleg Carl Buettnerrel vagy Tom McKimsonnal. Az új befejezés, melyben a történet csak Donald álma volt, némiképp tompította Barks eredeti szatírjának erejét, melyben rámutat, hogy a háború milyen sötét folyamatokat indít be az emberi tudatban. Barks nyilatkozata szerint a szerkesztői döntés forrása az lehetett, hogy nem akarták, hogy az olvasók egy Disney-szereplőt rácsok mögött lássanak, bár ezzel szemben Barks egy hónappal azelőtt leadott, The Great Ski Race című története, melynek végén Donald szintén börtönbe kerül, nem akad fenn a cenzúrán.